# Herminia Pasantes
Herminia Pasantes Ordóñez, también conocida como Herminia Pasantes Morales (Ciudad de México, 1936) es una bióloga, investigadora, catedrática y académica mexicana. Se ha especializado en Fisiología es bióloga por la UNAM y doctora en ciencias por la universidad de Estrasburgo, Francia. En 2001 fue reconocida con el Premio Nacional De Ciencias y Artes y actualmente es investigadora emérita en el Instituto de fisiología Celular de la UNAM, donde estudia las psicopatologías en neuronas y células gliales, sobresaliendo sus investigaciones de los mecanismos moleculares del edema cerebral. Hasta 2018 su proyecto principal tiene como objetivo investigar los mecanismos celulares y moleculares de los cambios volumétricos en situaciones experimentales que simulan los que ocurren durante una serie de neuropatologías como epilepsias, isquemia, hipoglucemia, encefalopatía hepática o traumatismo craneoencefálico.

## Vida académica
Cursó la licenciatura de Biología en la Facultad de Ciencias, así como una maestría de Bioquímica en la Facultad de Química de la Universidad Nacional Autónoma de México (UNAM). Viajó a Francia para obtener un doctorado en Ciencias en la Universidad de Estrasburgo.
Ha impartido cátedra de Bioquímica y Neurobiología en su alma mater, en la Escuela Nacional Preparatoria, así como en otras universidades de México y Latinoamérica. Miembro del Sistema Nacional de Investigadores nivel III, teniendo actualmente la distinción de investigadora Emérita. Es miembro del Consejo Consultivo de Ciencias de la Presidencia de la República y del Seminario de Cultura Mexicana.
Ha formado parte de los comités editoriales de las revistas de la Universidad Brandeis, de la Universidad de California y de la Universidad Estatal de Nueva York. Ha trabajado en la investigación durante más cincuenta años, colaborando primordialmente para el Instituto de Fisiología Celular de la UNAM (desde 1990) y ocasionalmente para el centro de neuroquímica del Centre National de la Recherche Scientifique (CNRS), el laboratorio de bioquímica de la Universidad de París VI Pierre et Marie Curie y el departamento de desarrollo humano del New York State Institute for Basic Research in Developmental Disabilities.

## Uso, cultivo y consumo de marihuana
La Dra. Pasantes ha dedicado parte de sus estudios a diferentes drogas. Durante la conferencia  El cerebro de los límites de la libertad expuso que “las decisiones están determinadas por el entorno; las tomamos influenciados de manera importante por lo que nos ha pasado, lo que hemos vivido y lo que se ha almacenado en el cerebro como memoria... No obstante, la libertad de tomar una decisión se pierde cuando nos volvemos esclavos del cerebro. Las adicciones a las drogas, al alcohol, al juego, al trabajo o al sexo son un atentado contra esa libertad el cerebro nos hace dependientes cuando hay una adicción”.
También ha aclarado estar en contra del uso de las drogas, pero a diferencia de la inhalantes, a los que se les pone poca atención y causan muerte cerebral o las anfetaminas y cocaína que sí causan efectos sobra la conducta, la marihuana no tiene efectos de daño al cerebro. Para ella lo importante es que el Estado informe sobre lo que puede suceder con las diferentes drogas. “En niños y adolescentes sí está documentado que tiene algunos efectos de reducción de capacidad cognoscitiva, pero en adultos no. La marihuana la considero mucho menos nociva que el alcohol o el tabaco”
Debido a esto, en julio de 2015 junto con los investigadores Luis Alonso Lemus y Francisco Fernández de Miguel solicitaron ante la COFEPRIS un permiso para sembrar y usar marihuana. Sin embargo les fue negado. En noviembre de ese mismo año interpusieron un amparo para el uso, cultivo y consumo de marihuana con el fin de sentar jurisprudencia m México sobre el tema. “No acepto que el estado me diga ‘no puedes consumir esto porque te hace daño’, lo que sí debe es informarme con todo detalle que esa sustancia perjudicara mi salud y que riesgos corro si elijo consumirla”, declaró al periódico El Universal

## Premios y distinciones
- Premio Universidad Nacional en Ciencias Naturales por la Universidad Nacional Autónoma de México en 1991.
- Premio Juchimán de Plata en 2008.
- Premio Nacional María Lavalle Urbina.
- Premio Nacional de Ciencias y Artes en el área de Ciencias Físico-Matemáticas y Naturales en 2001.
- Investigadora Emérita del Instituto de Fisiología Celular de la Universidad Nacional Autónoma de México.
- Investigadora Nacional de Excelencia por el Consejo Nacional de Ciencia y Tecnología (Conacyt) de México.
- Miembro del Seminario de Cultura Mexicana.

## Publicaciones destacadas
- De neuronas, emociones y motivaciones / Fondo de Cultura Económica / La Ciencia Para Todos, 158 / 1.ª edición 1985, 2.ª edición 2013
- Vida y muerte del cerebro/ UNAM / video curso: Grandes Maestros UNAM / 2013
- Acuaporinas y edema cerebral/ Revista de Educación Bioquímica 2009; 28 (4)
- Marihuana, cerebro y sociedad / Revista C2: Ciencia y cultura

Además cuenta con más de 50 artículos publicados en revistas científicas especializadas entre 2001 y 2018 Archivado el 11 de abril de 2018 en Wayback Machine.